# 셸 정렬

셸 정렬 알고리즘 컬러 바

셸 정렬(영어: shell sort)은 가장 오래된 정렬 알고리즘의 하나이다. 이름은 1959년 이 방법을 발표한 창안자 도널드 셸의 이름을 따서 붙여졌다. 셸 정렬은 개념을 이해하고 구현하기는 쉬우나 시간복잡도 분석은 조금 복잡하다.
셸 정렬은 다음과 같은 삽입 정렬의 성질을 이용, 보완한 삽입정렬의 일반화로 볼 수 있다.
- 삽입 정렬은 입력되는 초기리스트가 "거의 정렬"되어 있을 경우 효율적이다.
- 삽입 정렬은 한 번에 한 요소의 위치만 결정되기 때문에 비효율적이다.

셸 정렬은 주어진 자료 리스트를 특정 매개변수 값의 길이를 갖는 부파일(subfile)로 쪼개서, 각 부파일에서 정렬을 수행한다. 즉, 매개변수 값에 따라 부파일(Subfile)이 발생하며, 매개변수값을 줄이며 이 과정을 반복하고 결국 매개변수 값이 1이면 정렬은 완성된다.
셸 정렬은 다음과 같은 과정으로 나눈다.
1. 데이터를 십수 개 정도 듬성듬성 나누어서 삽입 정렬한다.
2. 데이터를 다시 잘게 나누어서 삽입 정렬한다.
3. 이렇게 계속 하여 마침내 정렬이 된다.

셸 정렬에서 데이터를 나누는 값(이하 N)은 보통 전체에서 2로 나누는 값으로 진행한다. 그러나 3을 나누고 1을 더하는 경우가 더 빠르다고 알려져 있다. 즉 N/2 보다는 N/3+1이 더 빠르다.

## 알고리즘의 개요
1. 자료리스트를 2차원배열로 나열한다.
2. 각 배열의 열들을 정렬한다.

### 예제
[2 5 3 4 3 9 3 2 5 4 1 3]로 리스트가 주어졌을 때 이 리스트를 셸 정렬로 정렬해 보자.
1. 3행으로구성된 행렬로 나열하여 열단위로 정렬한다.
| 2 5 3 4 | ⇒ | 2 4 1 2 |
| 3 9 3 2 | ⇒ | 3 5 3 3 |
| 5 4 1 3 | ⇒ | 5 9 3 4 |
2. 정렬된 3행 행렬을 6행렬로 나열하여 마찬가지로 열단위로 정렬한다.
| 2 4 | ⇒ | 1 2 |
| 1 2 | ⇒ | 2 3 |
| 3 5 | ⇒ | 3 4 |
| 3 3 | ⇒ | 3 4 |
| 5 9 | ⇒ | 3 5 |
| 3 4 | ⇒ | 5 9 |
3. 정렬된 행렬을 한 열단위로 나열해서 삽입 정렬한다.
| 1 2 2 3 3 4 3 4 3 5 5 9 | ⇒ | 1 2 2 3 3 3 3 4 4 5 5 9 |
이 때, 자료가 멀리 이동될 필요가 없다는 장점이 있다.

## 소스 코드

### 파이썬(Python)
```
def
 
Shellsort
(
arr
):

    
h
 
=
 
1

    
while
 
h
 
<
 
len
(
arr
):

        
h
 
=
 
3
*
h
 
+
 
1

    
h
 
=
 
h
//
3

    
while
 
h
 
>
 
0
:

        
for
 
i
 
in
 
range
(
h
,
len
(
arr
)):

            
k
=
i
-
h

            
key
=
arr
[
i
]

            
while
 
k
>=
0
 
and
 
key
 
<
 
arr
[
k
]:

                
arr
[
k
+
h
]
 
=
 
arr
[
k
]

                
k
=
k
-
h

            
arr
[
k
+
h
]
 
=
 
key

        
h
 
=
 
h
//
3

    
return
 
arr

```

### 자바(Java)
```
public
 
static
 
void
 
shellSort
(
Comparable
[]
 
array
)
 
{

   
//각 단계의 시작값

   
int
[]
 
cols
 
=
 
{
1
,
5
,
12
,
23
,
62
,
145
,
367
,
815
,
1968
,
4711
,
11969
,
27901
,
84801
,

                 
213331
,
543749
,
1355339
,
3501671
,
8810089
,
21521774
,

                 
58548857
,
157840433
,
410151271
,
1131376761
,
2147483647
};

   
int
 
c
;

   
for
 
(
c
 
=
 
0
;
 
cols
[
c
]
 
<
 
array
.
length
 
/
 
4
;
 
c
++
)

       
;

   
// 매개변수 값에 대한 순환

   
for
 
(;
 
c
 
>=
 
0
;
 
c
--
)
 
{

      
int
 
step
 
=
 
cols
[
c
]
;

      
for
 
(
int
 
i
 
=
 
step
;
 
i
 
<
 
array
.
length
;
 
i
++
)
 
{

         
Comparable
 
m
 
=
 
array
[
i
]
;

         
int
 
j
;

         
for
 
(
j
=
i
;
 
j
>=
step
;
 
j
-=
step
)
 
{

            
if
 
(
isLastBigger
(
array
[
j
-
step
]
,
m
))

               
break
;

            
array
[
j
]
 
=
 
array
[
j
-
step
]
;

         
}

         
array
[
j
]
 
=
 
m
;

      
}

```

## 같이 보기
- 빗질 정렬